# ЈП Србијагас
ЈП Србијагас је национална гасна компанија регистрована за обављање делатности транспорта, дистрибуције и трговине природним гасом. Заузима лидерску позицију у Србији али и повезује гасну инфраструктуру Србије са земљама окружења.

## Историјат
ЈП Србијагас, основано је 01.10.2005.године одлуком Владе Републике Србије. Послује са седиштем у Новом Саду, на адреси Народног Фронта 12. Настао је у процесу реструктурирања компаније НИС, од организационих делова гасне линије, НИС Енергогас Београд и НИС Гас Нови Сад, који су у гасном сектору развијали делатнос пола века.

## Услуге
Претежна делатност ЈП Србијагас јесте транспорт, дистрибуција и трговина природним гасом за потребе сигурног снабдевања тржишта природним гасом.